# Elizabeta Kijevska
Elizabeta Kijevska (Elizabeta Jaroslavna; 1025. – o. 1067.) je bila supruga kralja Haralda III. te tako kraljica Norveške.

## Biografija
Elizabetini su roditelji bili Jaroslav I., veliki knez Kijeva i princeza Ingegerd. Preko nje je bila unuka švedskog kralja Olofa Skotkonunga. Bila je sestra kraljice Anastazije. 
Udala se za Haralda dok je još bio princ. Poslije je otišla živjeti u Norvešku. Imali su dvije kćeri: Mariju, koja je umrla kad je čula da joj je otac umro, i Ingegerd, koju je Elizabeta nazvala po svojoj majci.
Pretpostavlja se da je umrla 1067., godinu dana nakon Haraldove smrti. 

## Vanjske poveznice
|  | Zajednički poslužitelj ima još gradiva o temi Elizabeta Kijevska |